# 資源 (探査船)
資源（しげん）は、2007年（平成19年）に日本が保有、運用することになった探査船である。元はノルウェーの資源企業Petroleum Geo-Services社が運用するラムフォーム・ヴィクトリー(Ramform Victory)で、当時日本で唯一の高度な探査能力を有する三次元物理探査船であり、経済産業省所有の公船であった。このタイプの探査船を日本はこれまで有していなかった。
2019年4月26日に石油天然ガス・金属鉱物資源機構（JOGMEC）から除籍、再びPetroleum Geo-Services社が運用するラムフォーム・ヴィクトリーに戻った。

## 経緯
広大なEEZを有する日本が高機能の探査船を保有していないことはずいぶん前から問題であると専門家からは盛んに指摘されていた。しかし、このことが政府で課題と認識されるようになったのは、日中中間線上のガス田開発問題が、問題として認識されるようになってからである。この問題で日本政府は完全に後手に回り、いくら抗議しようが中国に開発を中止させることはできなかった。日本も遅ればせながら該当海域の探査に踏み切ることになったが、国内に妥当な船舶がないため、ノルウェーの資源企業が有するラムフォーム・ヴィクトリーをチャーターするに至ったのである。
ラムフォーム・ヴィクトリーの探査実施に対し、中国政府は侵害行為であるとして抗議するとともに実力行使を辞さず、艦艇が追跡してこれを妨害し、報道によれば衝突寸前までいったともされる。かねてよりの探査船を保有すべきとの意見に加えて、このようなこともあって、日本政府は探査船を国際法によって保護される政府公船とすることを決め、購入、船名を「資源」と改めた。購入費用は約230億円であるが、運用には長期的にPGS社の支援を受けることになる模様で、さらにその費用が支払われるようである。資源の運用とデータ分析はPGS社の協力のもとに石油天然ガス・金属鉱物資源機構(JOGMEC)が行う。PGS社のCEOは、「本契約は(売却による)現金収入と(協力事業による)長期的な収益に終わるものではなく、将来の有望な資源開発に加わるチャンスをもたらした」旨述べたとされる。
2008年（平成20年）2月の再就役後、まずは日本海で新潟県中越沖地震関連の探査を行ったのち、10年間で7万平方キロメートルの探査に取り組む計画が立てられた。

## 特徴

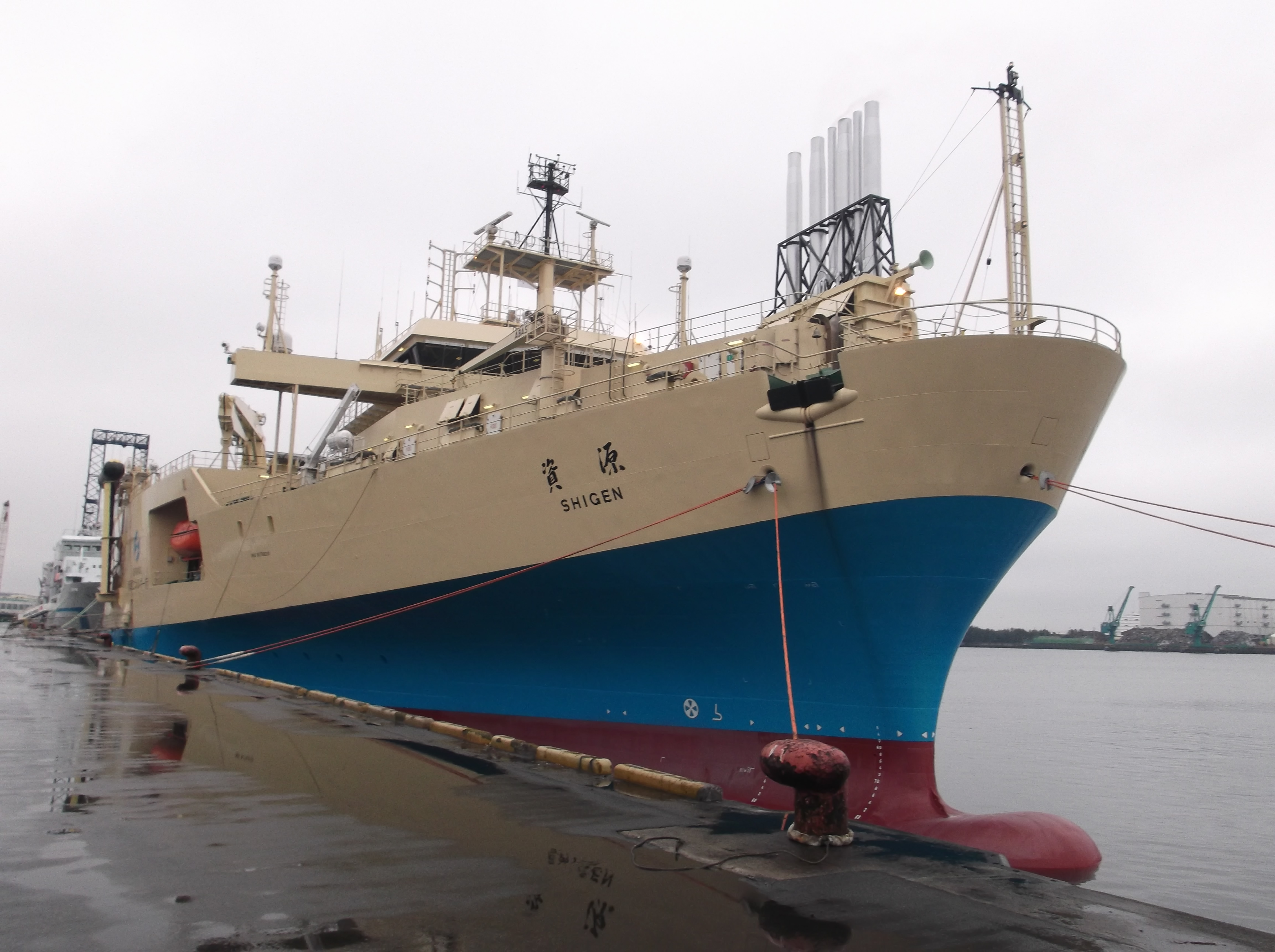
2012年3月撮影。

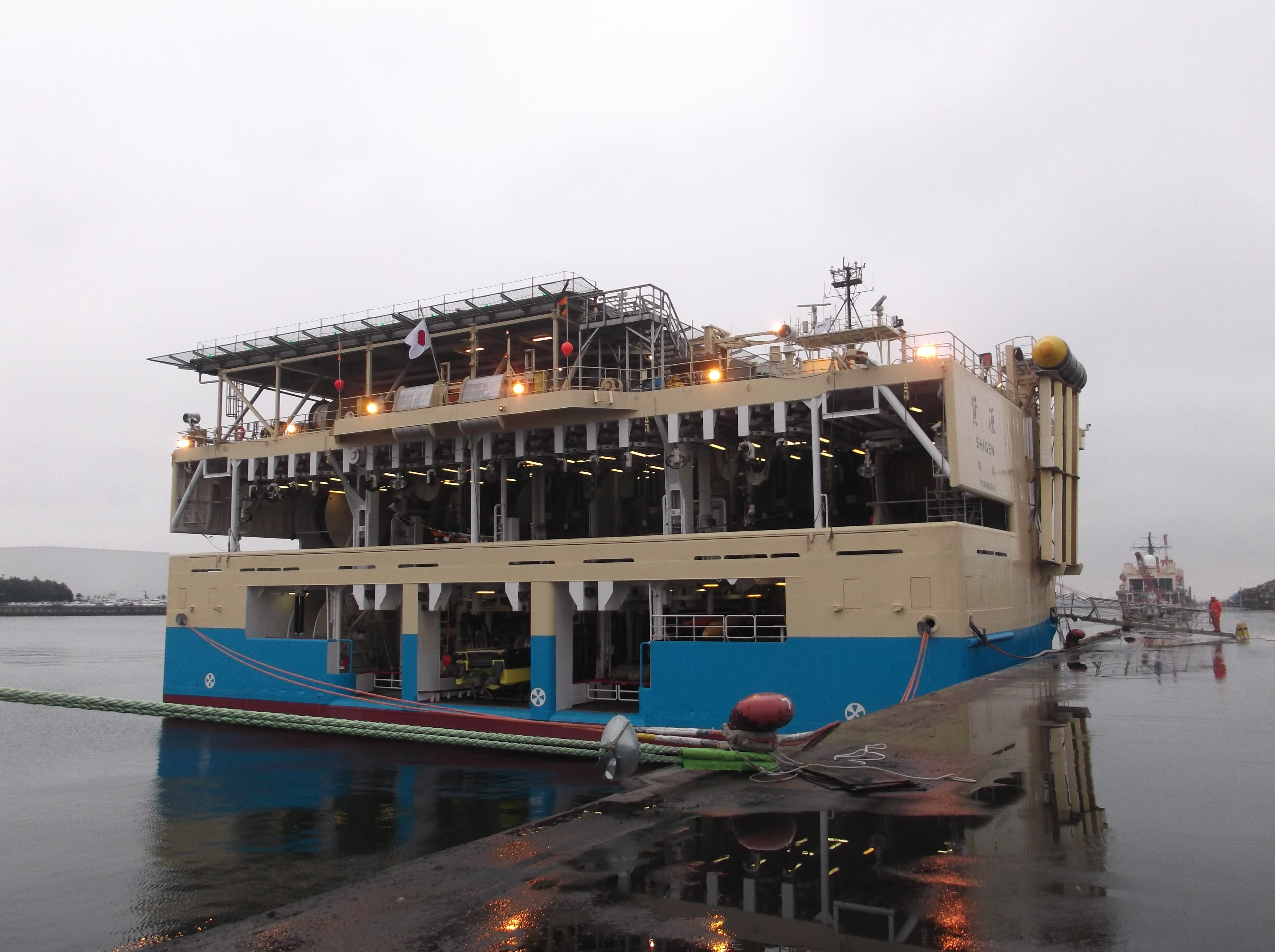
後ろ姿。2012年3月撮影。

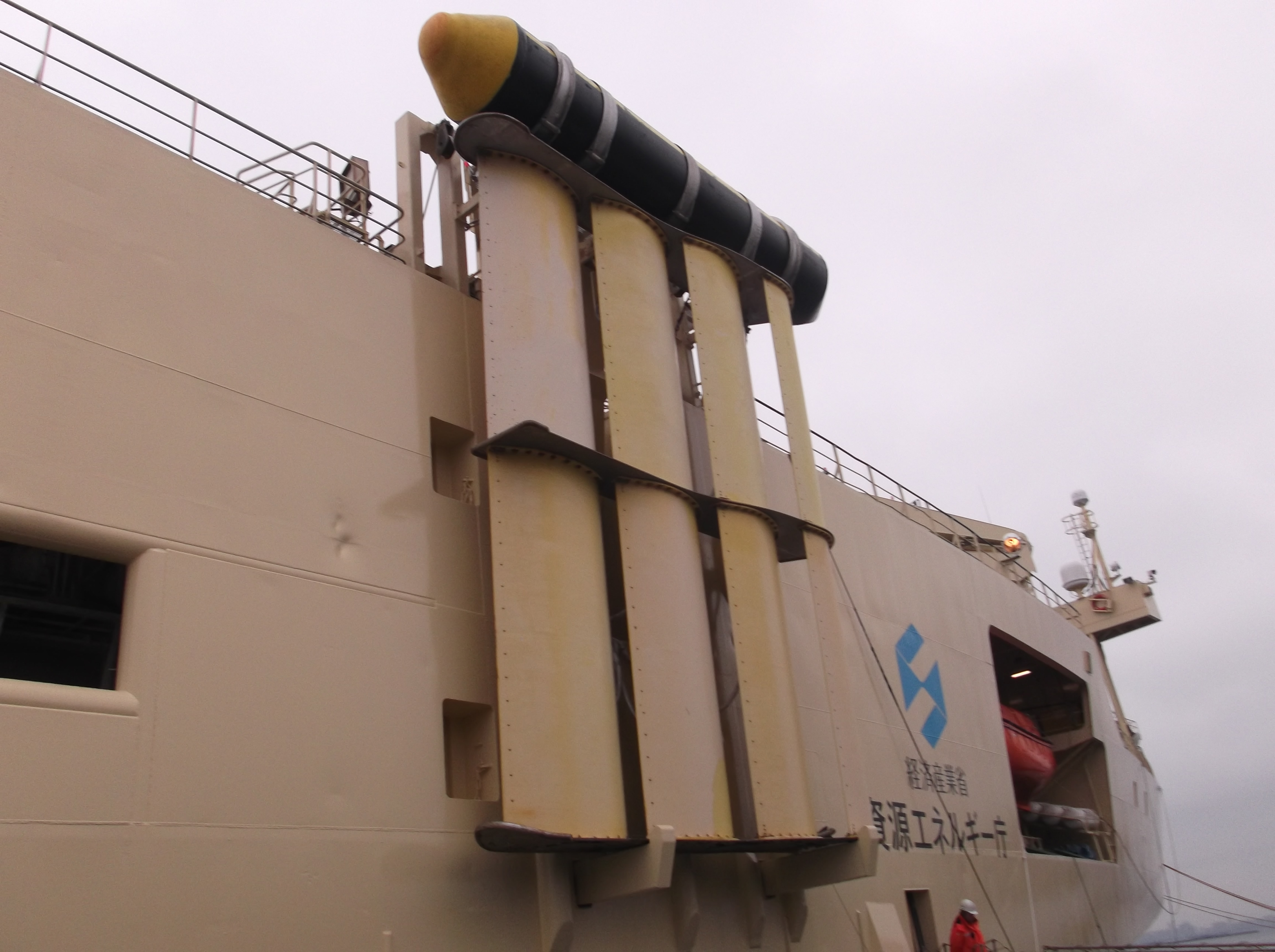
船体外側に収納したパラベイン。2012年3月撮影。

ラムフォーム・ヴィクトリーは1998年にノルウェーのラングステン社で竣工した。
全長6,000メートルの探査線（ストリーマー・ケーブル）12本を搭載し、展開された探査線は同じように曳航されるエアガンが海底に発した地震波が跳ね返ってくるのを受信することによって精細な三次元地図を作成、分析して資源探査に役立てることができる。何メートルの探査線を何本搭載、展開するかは海域に応じて変更される。
エアガンはエネルギー充填（充電）に時間がかかるので、複数を順次使用する事で効率を高めている。
探査線には地震波を検知するセンサーが入っており、100メートル間隔で曳航する。
探査線を船幅よりも広く展開するため、パラベインという凧の原理を応用した部品を海面に沈めて使用する。パラベインは大きすぎて船内に収納できず、船体の外側に収納される。探査線はサメに噛まれて切れる事があるので、連絡先の表示があり、自動的に浮き上がる機構を備えている。探査線で収集した情報は船内のデータ処理装置で処理される。
本船で得られた情報は石油開発企業に提供され、試掘や開発の判断材料として使われる。
雑音の発生を低減する為、ディーゼル発電した電力により電気推進する方式を採用している。推進器は360度水平方向に回転できる電動式のアジマススラスターを4基搭載している。
複数の探査線を広範に展張する必要があるため幅広の船体（全長に対して全幅が非常に長い）になっているので揺れが多い。探査線曳航時は探査線だけ全長が伸びた効果があり、安定した航行となる。例えば最大展開時は横幅1,100メートル、全長6,000メートルに相当する。
小型船を搭載している。
可燃物に乏しい一般的な官船と異なり、船橋にはふんだんに木材が使用されている。長期間の24時間運用に対応するため、船橋にはソファーセットやコーヒーサーバーを装備している。
機器メーカとの機密保持契約の為、船内見学時は撮影禁止である。